# Schuine streep (diakritisch teken)
Een streep door letters is een diakritisch teken om een bestaande letter een nieuwe klank te geven of kan gebruikt worden om de klank van een bestaande letter te veranderen. Een voorbeeld is de ł in het Pools. Deze schuine streep moet niet verward worden met het accent aigu (´) of de rechte streep door bijvoorbeeld de ŀ.
Men vindt de streep ook soms terug door de cijfers 0 en 7, ter onderscheiding met de O en de 1 respectievelijk.
Voor het gebruik van de specifieke letters met strepen kan men de bijbehorende artikelen raadplegen.

## Latijns alfabet
- A → Ⱥ ⱥ
- B → Ƀ ƀ
- C → Ȼ ȼ
- D → Ð ð, Đ đ, Ɖ ɖ
- E → Ɇ ɇ
- G → Ǥ ǥ
- H → Ħ ħ
- I → Ɨ ɨ, ᵼ
- J → Ɉ ɉ, ɟ
- K → Ꝁ ꝁ
- L → Ł ł, Ƚ ƚ
- O → Ø ø, Ɵ ɵ
- P → Ᵽ ᵽ
- Q → Ꝗ ꝗ
- R → Ɍ ɍ
- T → Ŧ ŧ, Ⱦ
- U → Ʉ ʉ, ᵿ
- Y → Ɏ ɏ
- Z → Ƶ ƶ
- 2 → ƻ
- Þ → Ꝥ ꝥ, Ꝧ ꝧ

## Cyrillisch alfabet
- Г → Ғ ғ
- К → Ҝ ҝ, Ҟ ҟ
- О → Ө ө (Ӫ ӫ)
- Р → Ҏ ҏ
- У → Ұ ұ
- Ч → Ҹ ҹ
- Ь → Ҍ ҍ

## Arabisch alfabet
- Lām → ݪ
- Rāʾ → ݛ
- Wāw → ۅ